# Webenau

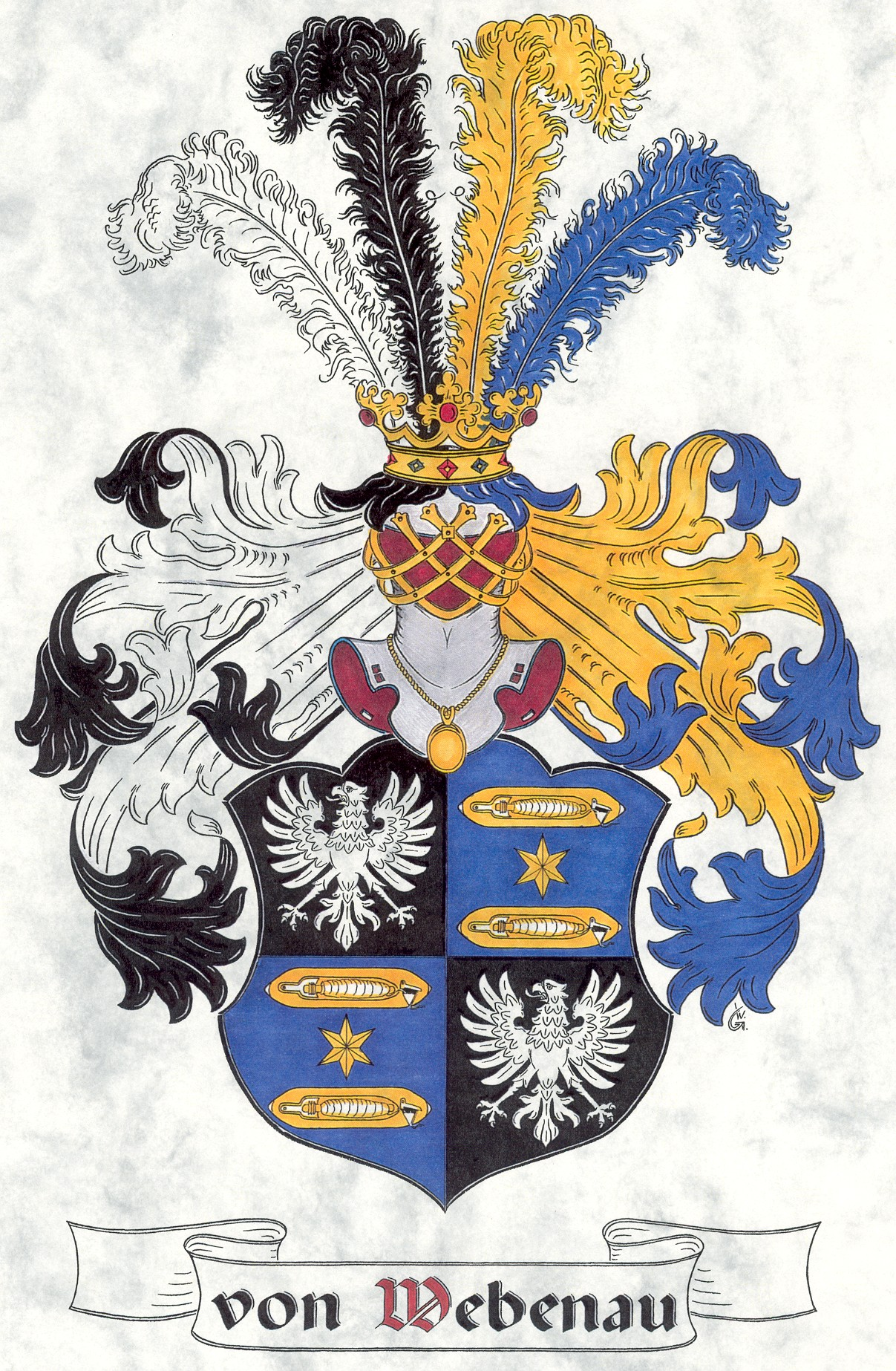
Blasone

La famiglia Edle von Webenau è originaria dell'Austria.

## Discendenti
- Viktor Weber Edler von Webenau (* 13 novembre 1861; † 6 maggio 1932), Comando Supremo dell'Esercito Austroungarico (Armistizio di Villa Giusti)
- Julie von Webenau nata Baroni-Cavalcabò, (* 16 ottobre 1813; † 2 luglio 1887), compositore, allieva di Franz Xaver Wolfgang Mozart
- Vilma von Webenau, (* 15 febbraio 1875; † 9 ottobre 1953), compositore, allieva di Arnold Schönberg

## Letteratura
- Almanacco di Gotha, Adelslexikon, Limburg, 1972
- Genealogisches Taschenbuch der Ritter- und Adelsgeschlechter, Brünn, 1870 - 1894
- Die Siebmacherschen Wappenbücher, 1605 - 1967
- Gunther Rothenberg: The Army of Francis Joseph, Purdue University Press, 1999, ISBN 1557531455